# FIS Ladies Grand Prix
FIS Ladies Grand Prix var backhoppningstävlingar för damer i Tyskland och Österrike, som hölls i Baiersbronn, Schönwald im Schwarzwald, Saalfelden och Breitenberg. Sedan räknades resultaten samman. Det fanns också en lagtävling.
Ursprungligen fanns 1999, i Braunlage, en femte deltävling men då hölls ingen lagtävling. Från införandet av Continental Cup för damer säsongen 2004/2005 blev FIS Ladies Grand Prix en del av denna. Från säsongen 2008/2009 hålls evenemanget inte längre.

## Orter
- Saalfelden HS 95
- Breitenberg HS 82
- Baiersbronn HS 90
- Schönwald HS 93

## Lista över segrare
| Säsong | Tävlingsorter                                          | Etta             | Tvåa            | Trea             | Lag       |
| ------ | ------------------------------------------------------ | ---------------- | --------------- | ---------------- | --------- |
| 1999   | Braunlage, Baiersbronn, Schönwald, Breitenberg, Ramsau | Sandra Kaiser    | Karla Keck      | Daniela Iraschko | Hölls ej  |
| 2000   | Breitenberg, Saalfelden, Schönwald, Baiersbronn        | Daniela Iraschko | Eva Ganster     | Heidi Roth       | Österrike |
| 2001   | Schönwald, Baiersbronn, Breitenberg                    | Daniela Iraschko | Henriette Smeby | Eva Ganster      | Österrike |
| 2002   | Saalfelden, Breitenberg, Baiersbronn, Schönwald        | Daniela Iraschko | Anette Sagen    | Helena Olsson    | Österrike |
| 2003   | Breitenberg, Saalfelden, Baiersbronn, Schönwald        | Anette Sagen     | Eva Ganster     | Lindsey Van      | USA       |
| 2004   | Saalfelden, Breitenberg, Baiersbronn, Schönwald        | Anette Sagen     | Lindsey Van     | Eva Ganster      | Österrike |
| 2005   | Schönwald, Baiersbronn, Breitenberg, Saalfelden        | Daniela Iraschko | Lindsey Van     | Ulrike Gräßler   | Österrike |
| 2006   | Baiersbronn, Schönwald, Saalfelden, Breitenberg        | Anette Sagen     | Lindsey Van     | Juliane Seyfarth | USA       |
| 2007   | Saalfelden, Breitenberg, Baiersbronn, Schönwald        | Lindsey Van      | Ulrike Grässler | Katie Willis     | Tyskland  |
| 2008   | Breitenberg, Baiersbronn, Schönwald                    | Anette Sagen     | Maja Vtic       | Atsuko Tanaka    | Tyskland  |